# 투엘디케이
《투엘디케이》(2LDK)는 일본에서 제작된 츠츠미 유키히코 감독의 2002년 액션 영화이다. 코이케 에이코 등이 주연으로 출연하였고 이시다 유우지 등이 제작에 참여하였다.

## 출연

### 주연
- 코이케 에이코
- 노나미 마호

## 기타
- 미술: 이나가키 히사오
- Sv-PD: 카와이 신야
- 주제곡: 안도 유코